# 笑府
『笑府』（しょうふ）は、中国の明朝末期に、馮夢竜（ふう むりゅう［むりょう］）が編纂した笑話集である。
馮夢竜は、当時の蘇州府（現在の江蘇省東南部）の有名な文士であり、蘇州府長洲県に生まれ、1630年（崇禎3年）に県の貢生となり、建寧府寿寧県の知県（県知事に相当）になった。明朝滅亡の際に殉死したと言われている。

## 概要
「笑府」とは「笑い話の倉庫」くらいの意味で、あらゆるジャンル・貴賎不問の笑い話を13巻に纏めた物であり、当時の庶民の生活や風俗、習慣を知る上で重要な資料である。
通俗文学の書籍ではよくあることだが、『笑府』も中国本土では清の時代の初めに散佚し、一冊も残らなかった。しかし日本で各種の和刻本が刊行されたおかげで、完全な散佚を免れた。
20世紀に入り、中国本土で過去の通俗文学に対する再評価の機運が高まると、和刻本の『笑府』が日本から中国に逆輸出された。例えば周作人（魯迅の弟）も『苦茶庵笑話選』（1933年）のなかで、日本の藤井孫兵衛刻本『笑府』によって173話を中国に紹介した。
中国古典笑話をまとめて紹介した古典的労作である王利器『歴代笑話集』の口絵写真でも、『笑府』だけは、返り点を施した日本の藤井本の写真を使っている。清の乾隆代に出版された『笑林廣記』には『笑府』の笑話が改竄された形で再録されたが、その質は周作人が『苦茶庵笑話選』の序文で「下等の書」と評するものであった。
笑府は、各部（各巻）の最初に馮夢竜（筆名として「墨憨子」（ぼくかんし・ぼっかんし）を使用）が「墨憨子曰く……」と各部内容の簡単な説明をしている。

## 内容
- 笑府序 （序文）
- 巻一 古艶部（金持ち）
- 巻二 腐流部（腐れ儒者）
- 巻三 世諱部（貧乏人）
- 巻四 方術部（医者・易者）
- 巻五 広萃部（僧侶・道士）
- 巻六 殊稟部（奇人変人）
- 巻七 細娯部（娯楽）
- 巻八 刺俗部（俗物）
- 巻九 閨風部（性）
- 巻十 形体部（身体）
- 巻十一 謬誤部（間違い）
- 巻十二 日用部（衣食）
- 巻十三 閏語部（その他）

## 特徴
大きな特徴は、ただ過去・現在の笑い話を集めただけでなく、編纂者が注釈や寸評、当時の時勢に応じて実際に使用した例が記載されている点である。
当時の名士・高官の逸話も挿入されており、倭寇や豊臣秀吉の記述もある。
『金瓶梅』にも笑府からの引用がある。

## 十三巻中に登場する名士・高官・偉人
主な人物を紹介する。
- 孔子とその弟子
- 張友于（未詳）
- 賈誼（前漢の政治家・文章家。賈詡の先祖）
- 車胤・孫康（蛍の光、窓の雪で有名。どちらも東晋の人）
- 朱熹（宋の思想家）
- 王陽明（明の思想家）
- 祝允明（号は枝山）
- 呂洞賓（唐の道士・仙人）
- 劉備・関羽・張飛（三国時代の武将）
- 袁黄（号は了凡。明の暦学者）
- 丘濬（宋の殿中丞）
- 釈珊（宋の名僧）
- 申時行（字は汝黙。明の宰相）
- 王忬（明の兵部右侍郎で文学者）
- 王世貞（号或いは字は鳳洲・元美。王忬の子で文人）
- 王維（唐の詩人）
- 王無夢（未詳）
- 陸容（字は文量。明の進士・文筆家）
- 李存孝（後唐の武将）
- 楊茂謙（明の文筆家『笑林評』を著す）
- 楊貴妃（唐の玄宗の后）
- 唐寅（字は伯虎。明の文人・画家）
- 西施（古代の代表的美人）
- 沈璟（明の戯曲家）
- 張敞（前漢の京兆尹）
- 袁宏道（明の文士。中郎）
- 董永（漢の人。二十四孝の一人）
- 周倉（三国時代の架空の武将）
- 馮喜生（明の名妓）
- 彭祖（古代の長寿の代表的人物）
- 陳摶（宋の道士・仙人）

## 訳本

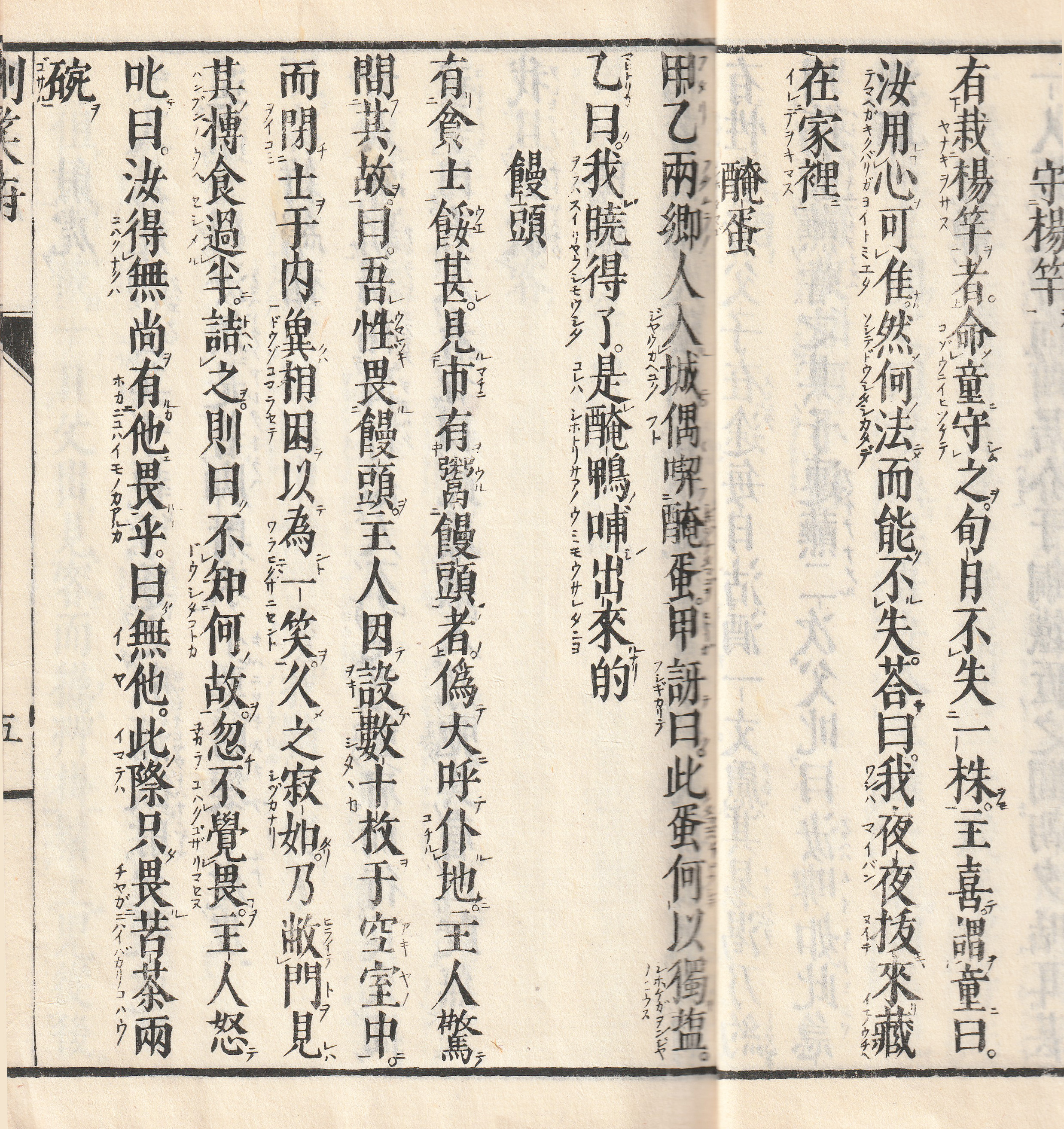
風来山人（平賀源内の変名）刪訳『刪笑府』より。「まんじゅうこわい」の原話の部分。

日本においては江戸時代に伝わり、1768年（明和5年）から明和6年の間に相次いで訳本が3種出版されている。その内の1冊『刪笑府』（明和6年序）は風来山人こと平賀源内が抄訳した訳本であるとされる。笑府訳本とされているものは以下の通り。
- 半紙本『笑府』 - 京本。過去には大本とも呼ばれていた[3]。明和5年9月。日本初の訳本であるが、176話を収録するがそのうち25話が『笑府』ではなく『笑林廣記』由来、題名を取り払い、原本での部をすべて崩し、さらには2話を1話に仕立てる等、訳本としては不備が指摘されている[4]。
- 小本『笑府』 - 江戸本。明和5年10月。80話を納めるが5話は別の笑本からのもの。順番はほぼ原本に沿っており、加えて国字解がついている。裏に後篇近刻となっているが出版されなかった。
- 『刪笑府』 - 江戸本。明和6年の序をもつ。風来山人刪訳との記述があるが、後期のものは陳奮翰（源内の友人でもあった大田南畝のこと）となっているものがある。70話を納める。題名等は原本に準ずるが、順番は原本に沿っておらず、古艶部等4部からは1話もとられていない。

なお、笑府の中から落語や小咄に多くが使われているが、原本経由のものは少なく多くは訳本経由であったことが指摘されている。それらの中には「まんじゅうこわい」（原話は巻12・日用部「饅頭」）のように、原作をほとんど流用して作られた落語もある。